# Upside Down
Upside Down là đĩa đơn và cũng là bài hát thành công nhất của A*Teens trên thị trường nhạc Anh Quốc khi nó trở thành bài hát đầu tiên và duy nhất của nhóm lên đến UK Top 10.
Với lời bài hát khá trong sáng, lôi cuốn và giai điệu vui nhộn, bài hát đã trở thành một hit của A*Teens khi chỉ mới ra mắt. Sau đó bài hát này được đưa vào album thứ hai của nhóm mang tên Teen Spirit.
Ngoài ra nó còn có tên là Boucing Off The Ceiling hay Upside Down (Boucing Off The Ceiling)
Sau này nó có trong album Greatest Hits phát hành năm 2004

#### Lời bài hát
My grades are down from A's to D's
I'm way behind in history
I've lost myself in fantasy
Of you and me together
I don't know why-y-y but dreaming's all i do
I won't get by-y-y on mere imagination
Chorus: 
Upside down boucing off the ceiling
Inside out stranger to this feeling
Got no clue what i should do
I'll go crazy if i can't get next to you
My teacher says to concentrate
So what his name is Peter the great
The kings and queens 
Will have to wait
Cuz i don't have forever
I wish that i-y-y could walk right up to you
Each time i try-y-y the same old hesitation
Chorus
Somehow,someway
You will love me too
One day will be the day when all my dreams come true
Upside down
Yeah yeah yeah yeah
Chorus

#### Video
Video được quay vào năm 2000 với bối cảnh là mọi thứ trong phòng đều đảo ngược kể cả mọi người.